# Teupitz
Teupitz és un municipi alemany que pertany a l'estat de Brandenburg. És la capital de l'Amt Schenkenländchen. Està situada 29 km al nord-oest de Lübben (Spreewald) i a 45 km al sud de Berlín, vora el llac Teupitzer.

## Llogarets
- Egsdorf
- Neuendorf
- Tornow

## Evolució demogràfica
| Any  | Població |
| ---- | -------- |
| 1875 | 1 400    |
| 1890 | 1 470    |
| 1910 | 3 199    |
| 1925 | 3 019    |
| 1933 | 3 614    |
| 1939 | 3 988    |
| 1946 | 2 622    |
| 1950 | 2 695    |
| 1964 | 2 286    |
| 1971 | 2 126    |

| Any  | Població |
| ---- | -------- |
| 1981 | 1 819    |
| 1985 | 1 725    |
| 1989 | 1 649    |
| 1990 | 1 652    |
| 1991 | 1 629    |
| 1992 | 1 658    |
| 1993 | 1 689    |
| 1994 | 1 744    |
| 1995 | 1 733    |
| 1996 | 1 711    |

| Any  | Població |
| ---- | -------- |
| 1997 | 1 672    |
| 1998 | 1 794    |
| 1999 | 1 826    |
| 2000 | 1 843    |
| 2001 | 1 891    |
| 2002 | 1 888    |
| 2003 | 1 885    |
| 2004 | 1 887    |
| 2005 | 1 926    |
| 2006 | 1 920    |

| Any  | Població |
| ---- | -------- |
| 2007 | 1 890    |
| 2008 | 1 870    |
| 2009 | 1 844    |
| 2010 | 1 831    |
| 2011 | 1 802    |
| 2012 | 1 786    |
| 2013 | 1 785    |